# Hubble Ultra-Deep Field

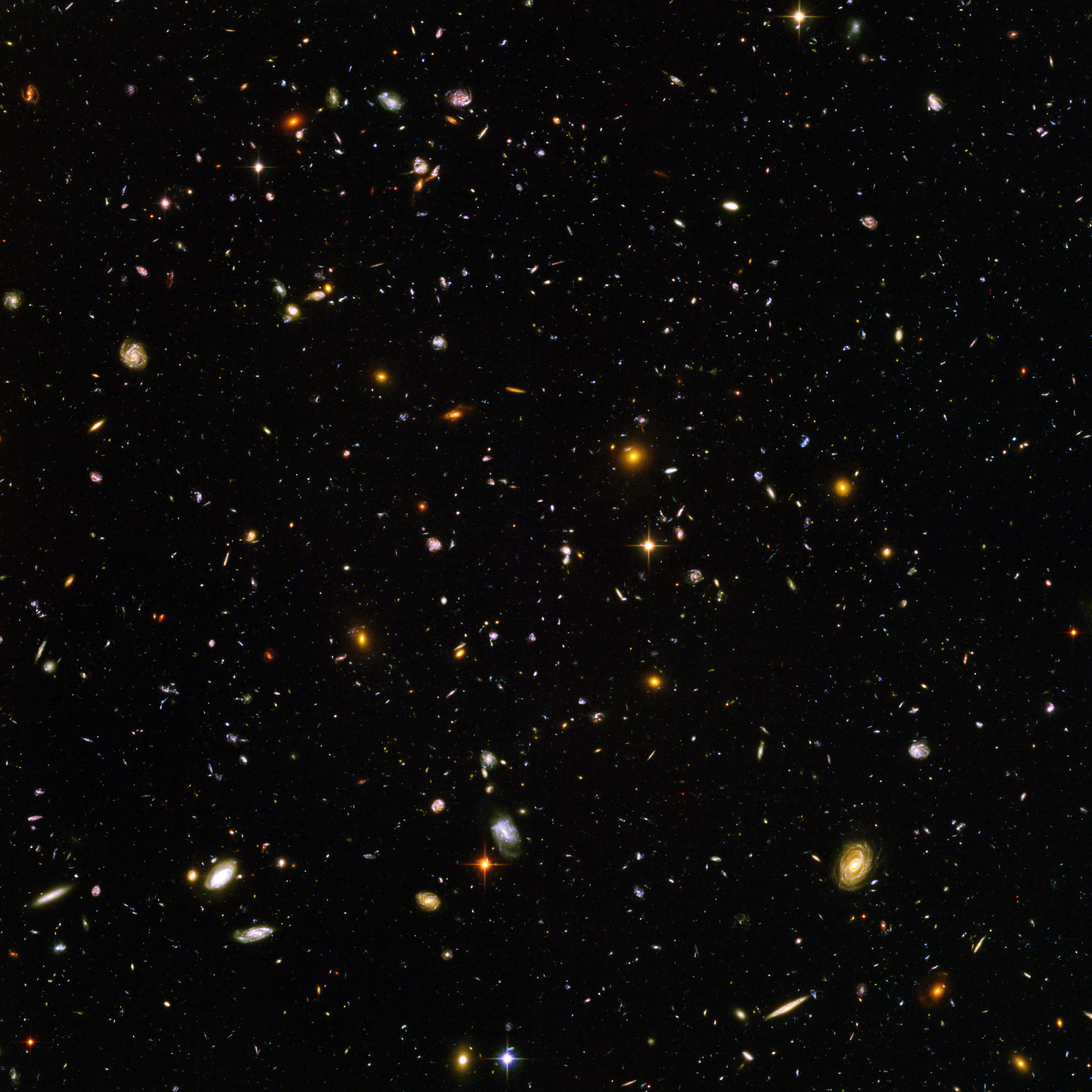
Het Hubble Ultra-Deep Field

Het Hubble Ultra-Deep Field (HUDF) is een opname van een klein deel van de hemel in het sterrenbeeld Oven gemaakt door de Hubble Space Telescope. Het centrum van het veld bevindt zich bij rechte klimming 3h 32m 39,0s en declinatie −27° 47' 29,1″.
Deze opname, gepubliceerd in maart 2004, was tot 2012 de diepste (langdurigste en verste) van een deel van de hemel die ooit gemaakt is. Daarvoor was het Hubble Deep Field in het sterrenbeeld Grote Beer uit 1995 de diepste opname. In 2012 werd het Hubble Extreme Deep Field gepubliceerd door NASA wat een klein gedeelte van het Hubble Ultra Deep Field bevat. Het Hubble Ultra Deep Field bevat meer dan 10.000 sterrenstelsels en beslaat 3,4 boogminuten. Dit is slechts een tiende van de diameter van de volle maan, gezien vanaf de aarde.

## Doel

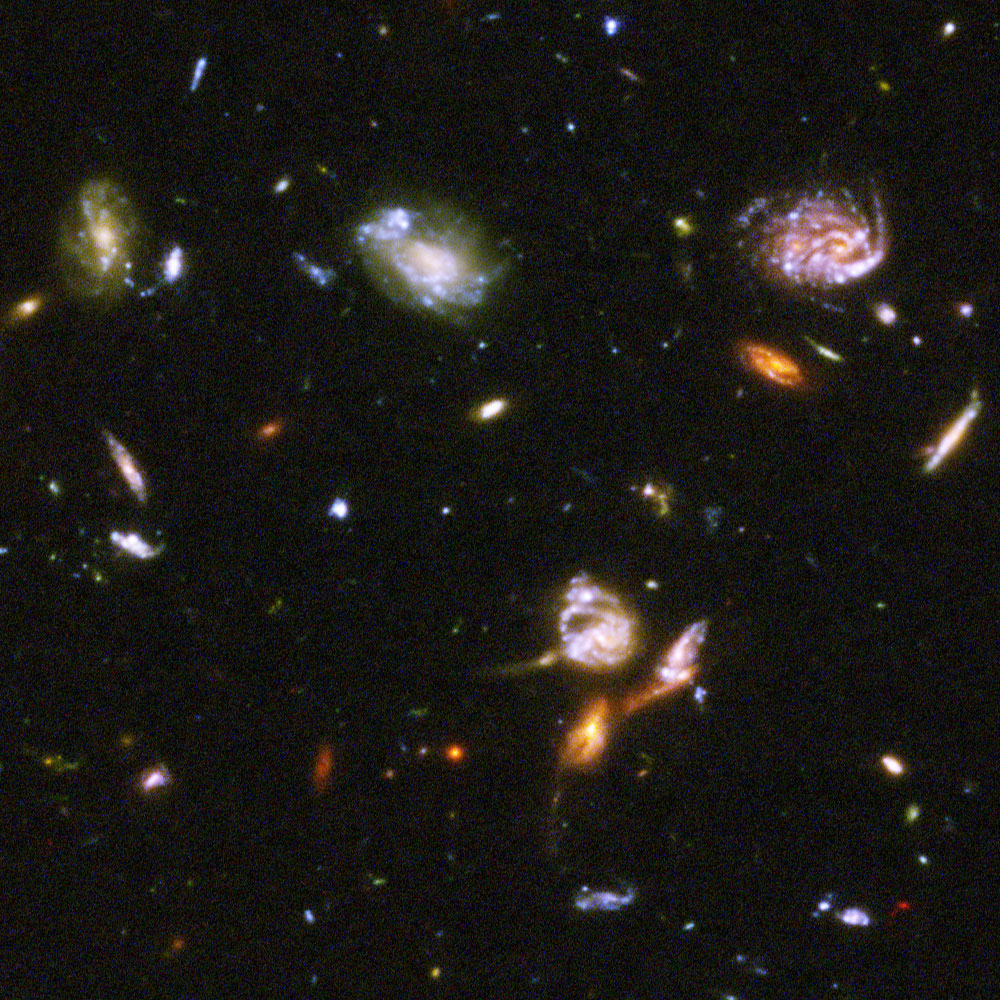
Deel van het Hubble Ultra Deep Field met allerlei sterrenstelsels.

Het HUDF is gebruikt om te zoeken naar sterrenstelsels die bestonden tussen 400 en 800 miljoen jaar na de Big Bang (met roodverschuivingen tussen 7 en 12). De ster in het middelpunt van het veld is USNO-A2.0 0600-01400432 met magnitude 18,95.
Het veld dat met de Advanced Camera for Surveys (ACS) werd waargenomen bevat meer dan 10.000 objecten, vooral sterrenstelsels, waarvan vele met een roodverschuiving van meer dan 3 en sommige zelfs tussen de 6 en 7. Met de waarnemingen met de Near Infrared Camera and Multi-Object Spectrometer (NICMOS) aan boord van de Hubble ruimtetelescoop kunnen misschien sterrenstelsels met roodverschuivingen tot 12 worden gevonden.

## Resultaten
- Veel stervorming tijdens vroege vorming van sterrenstelsels, minder dan een miljard jaar na de Big Bang.
- Verbeterde karakterisering van de verdeling van sterrenstelsels, hun aantallen, groottes en helderheid in verschillende tijdvakken, zodat hun evolutie onderzocht kan worden.
- Bewijs dat sterrenstelsels met een grote roodverschuiving kleiner en minder symmetrisch zijn dan bij een kleine roodverschuiving, door snelle evolutie in de eerste paar miljard jaar na de Big Bang.
- In het Hubble Ultra Deep Field is het sterrenstelsel met de grootste roodverschuiving gevonden (z=8.55), UDFy-38135539.

## Vervolgwaarnemingen
Diepveldwaarnemingen zijn ook gepland voor de James Webb-ruimtetelescoop.